# Adolfo Targioni Tozzetti
Adolfo Targioni Tozzetti (Firenze, 13 febbraio 1823 – Firenze, 18 settembre 1902) è stato un botanico, zoologo ed entomologo italiano.

## Biografia

### Gli studi e l'insegnamento
Figlio di Giovanni Targioni Tozzetti e di Elena Ferrati, apparteneva ad una famiglia di scienziati e studiosi dell'epoca.  Il padre Giovanni era figlio di Ottaviano Targioni Tozzetti (botanico e medico) e quindi nipote di Giovanni Targioni Tozzetti, celebre medico e naturalista del Settecento,  e aveva un fratello: Antonio Targioni Tozzetti (medico e botanico), che sposò Francesca Ronchivecchi (Fanny), nobildonna attiva e di spicco nell'ambiente culturale fiorentino dell'epoca, celebrata da Leopardi come Aspasia. Si sposò nel 1878 con Anna Greiner (1846-1893), da cui ebbe due figli, Clara e Federico che seguì la strada paterna negli studi, ma morì giovanissimo nel 1903.
Funzionario statale dell'amministrazione lorenese, il padre di Adolfo avviò il figlio allo studio della medicina all'Università di Pisa, dove poté seguire le lezioni di botanica e di anatomia comparata tenute da Gaetano Savi e poi da Paolo e Pietro Savi e dove si laureò nel 1848. Durante gli studi sviluppò sempre più l’interesse per gli studi di botanica e fisiologia, e grazie alla compagnia e alla guida dello zio Antonio partecipò in giovane età alla Riunione degli scienziati italiani di Lucca (1843), tenendo una relazione sulla fronda dei pini e una sull’organo femminile del genere Citrus. Nel 1845, sempre accompagnato dallo zio paterno, prese parte al Congresso di Napoli (sempre delle Riunioni degli scienziati italiani).
Rientrato nella città natale, esercitò la professione di medico all'Ospedale di Santa Maria Nuova e nell'area di Viareggio sino alla metà degli anni Cinquanta. 

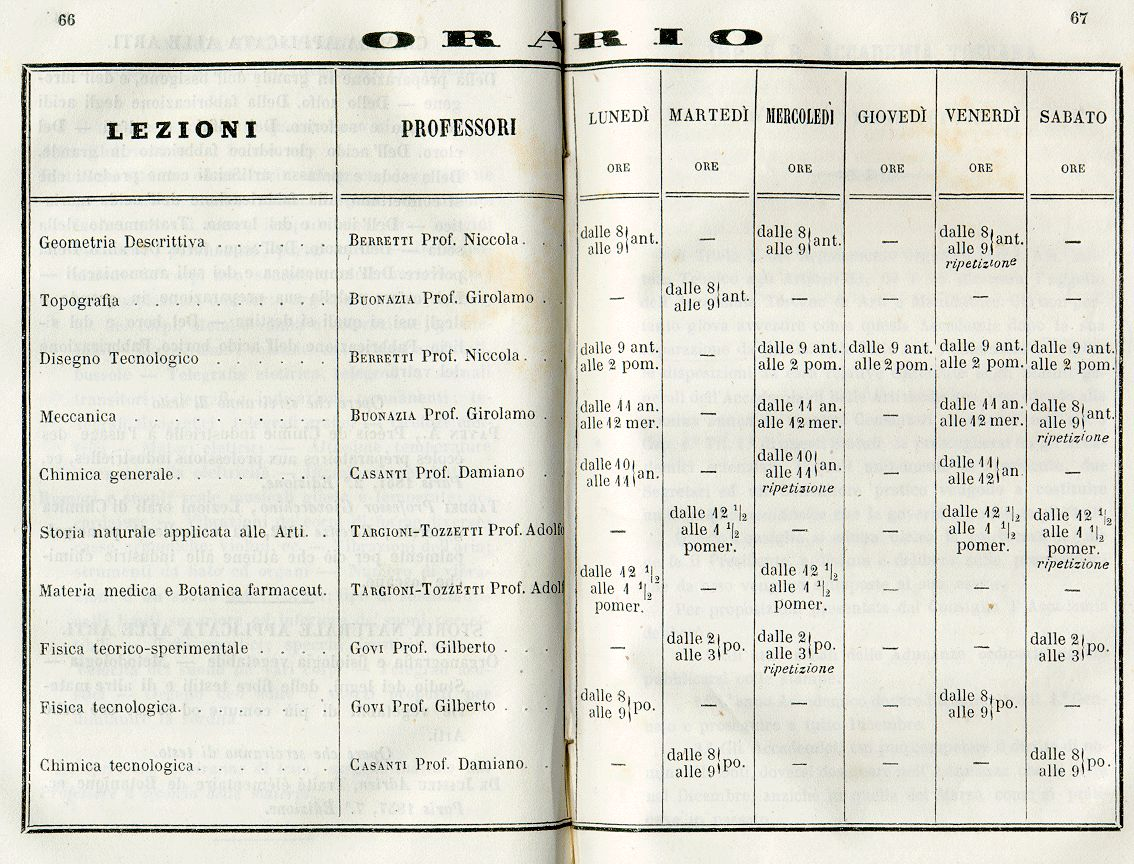
Registro del 1857 dell'Istituto Gaetano Salvemini di Firenze, con le cattedre del prof. Targioni Tozzetti

Nel 1854, lasciando la professione, scelse di insegnare e coltivare le sue inclinazioni didattiche, ottenendo la cattedra di botanica e materia medica, sempre nell'Arcispedale fiorentino e iniziando un percorso di didattica e di ricerca che lo portò in diverse istituzioni. Nel 1856 infatti fu nominato professore di Storia naturale applicata alle arti presso l'Imperiale e Regio istituto tecnico toscano, che Leopoldo II d'Asburgo-Lorena nel 1853 aveva fondato per promuovere le scienze e le scienze applicate;  tre anni dopo gli fu affidato l'insegnamento di chimica all'Istituto Agrario delle Cascine, istituito da Cosimo Ridolfi.
All'indomani della creazione nel 1859 dell'Istituto di Studi Superiori Pratici di Perfezionamento di Firenze promosso e voluto da Bettino Ricasoli e Cosimo Ridolfi, iniziò ad insegnare nella neonata istituzione, allontanandosi dalla botanica e avvicinandosi alla zoologia: nel 1860 gli venne infatti affidata la cattedra di Zoologia e Anatomia comparata degli invertebrati.

### 1859: anno di esperienze
Durante la seconda guerra di indipendenza si arruolò nel 1859 come volontario in qualità di capitano medico,  sotto il comando di Ferdinando Zannetti nella divisione toscana, entrando in contatto con Nino Bixio, con cui strinse una duratura amicizia testimoniata dagli scambi epistolari succedutesi nel tempo. Nelle carte d'archivio della Biblioteca di Scienze dell'Università di Firenze è conservato il foglio di rotta, e alcune lettere di Bixio. Una partecipazione militare ristretta nel tempo ma che restituisce l'idea dello spirito di partecipazione all'ideale di costruzione di una Italia unita. ll concetto di italianità si diffuse in questi anni anche tra intellettuali e scienziati di ogni disciplina prima della creazione dell'Italia stessa, ed è lo stesso spirito che portò alla nascita o al rinnovamento delle diverse Società scientifiche negli anni a cavallo della metà dell'Ottocento

### La ricerca e l'impegno
Rientrato a Firenze dopo l'esperienza militare, e accettato il nuovo incarico di docenza, per molti anni dedicò le sue attività di ricerca all'interno dell'Istituto di studi pratici e di perfezionamento, che era nato proprio per sostenere e valorizzare gli studi scientifici e non solo, promuovendo la ricerca e attirando scienziati e collaboratori in un panorama di fermento e attività, per molti anni svolte nella sede della Specola in Palazzo Torrigiani dove la convivenza e l'osmosi con il Museo diventarono sempre più forti.

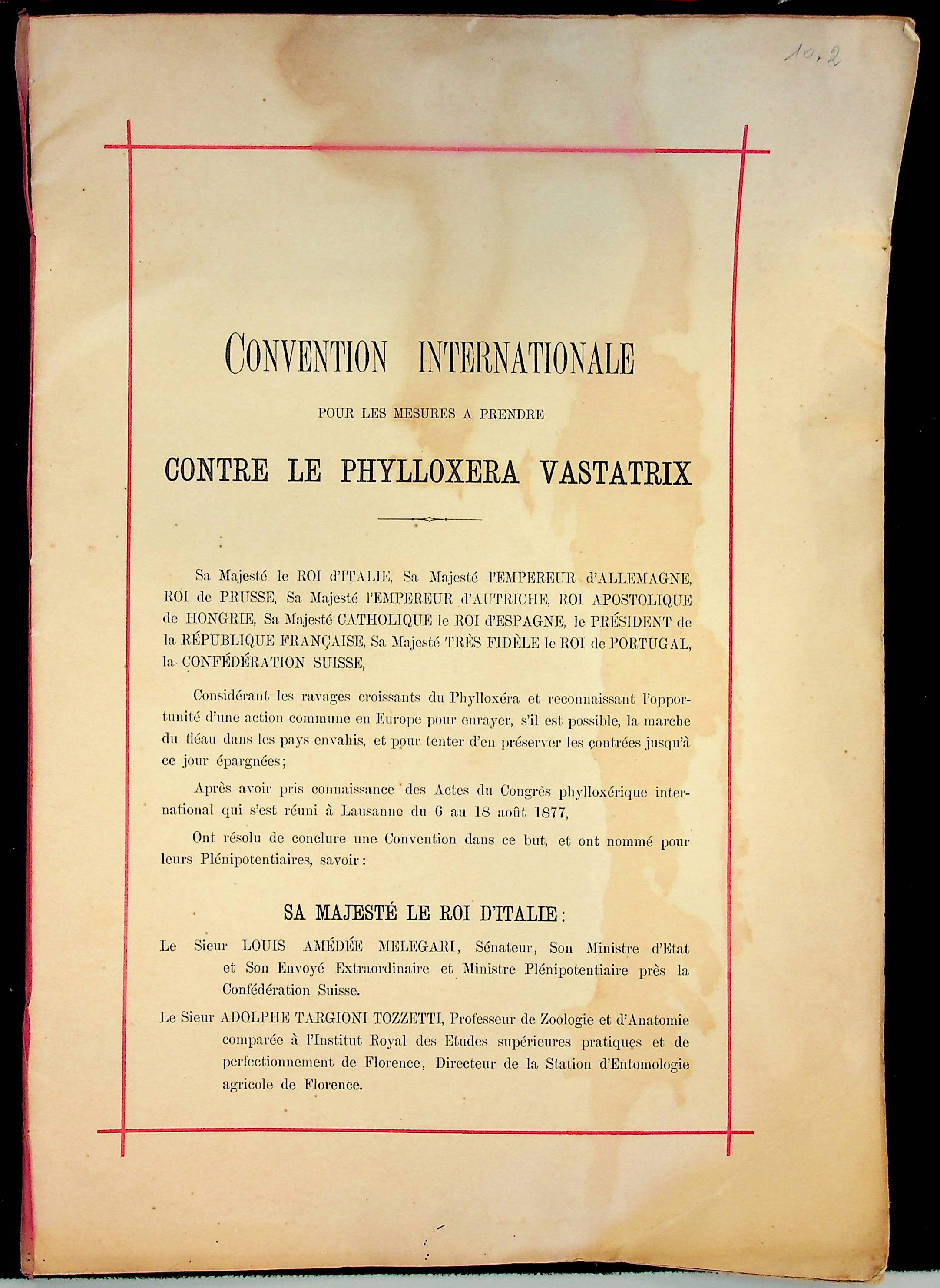
Convention internationale pour le mesures a prendre contre le phylloxera vastatrix, Berna 1878. Biblioteca di Scienze dellUniversità di Firenze, sede del Polo scientifico

Nel corso dei suoi studi si interessò particolarmente di omotteri e descrisse numerosi taxa, incrementò le collezioni entomologiche e malacologiche del Museo di storia naturale con cospicue donazioni, e dette un forte impulso alla vitalità dell'Istituto di studi superiori (fu anche presidente della Sezione di scienze fisiche e naturali) grazie anche alla presenza di scienziati di elevato valore con cui poteva collaborare, quali ad esempio Enrico Hillyer Giglioli, Filippo Parlatore, Ferdinando Piccioli, Pietro Marchi.
Le sue ricerche e attività si concentrarono nel campo della entomologia e l'entomologia agraria e le sue pubblicazioni ricevettero consensi e apprezzamenti anche internazionali, come ad esempio le ricerche sulla fillossera, che presentò a Montepellier nel 1874 in occasione del Congresso internazionale di viticoltura, che lo portarono alla nomina di rappresentante del governo italiano alla Convenzione internazionale per le misure da prendere contro la fillossera siglata a Berna nel 1878. Altrettanto significativi i suoi studi sulle cocciniglie, editi tra il 1867 e il 1868 negli Atti della Società italiana di scienze naturali e sull'oidio della vite.
Per i suoi studi e per le sue competenze, fu nominato presidente della Commissione Consultiva per la Pesca, dal Ministero dell’Agricoltura, Industria e Commercio, compiendo a seguito di tale incarico diversi viaggi in Italia per studiare la fauna ittica e le rete economica relativa. Si occupò anche di studiare i crostacei riportati in patria dalla spedizione della pirocorvetta Magenta, pubblicando poi nel 1877 Zoologia del viaggio intorno al globo della R. Pirocorvetta Magenta durante gli anni 1865-1868 : crostacei brachiuri e anomouri. 
Numerosi furono gli incarichi e le onorificenze ricevute.

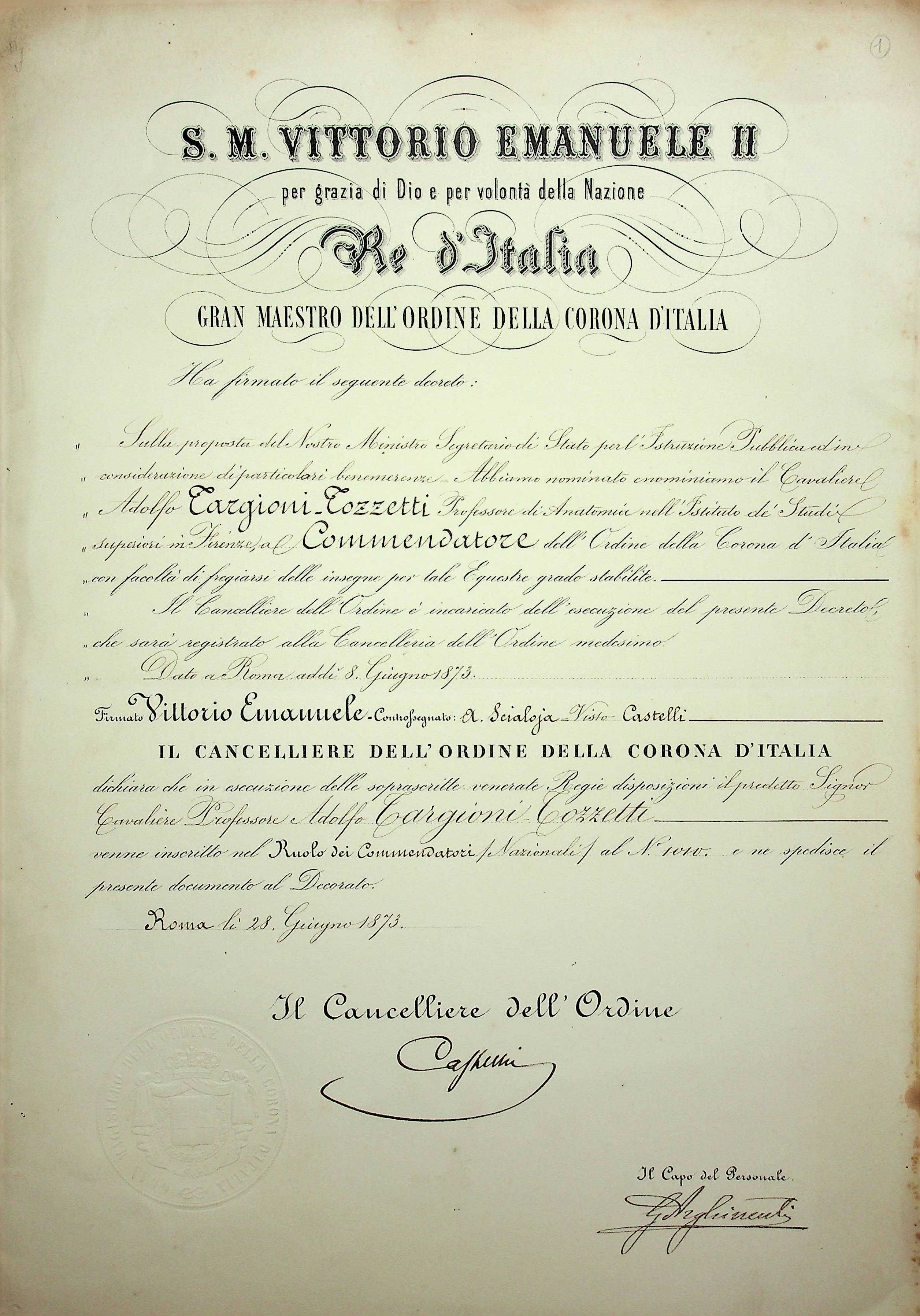
Onorificenza di Commendatore dell'Ordine della Corona d'Italia, Roma 28 giugno 1873 - Biblioteca di Scienze dellUniversità di Firenze, sede del Polo scientifico

Nel 1869 promosse la fondazione della Società Entomologica Italiana, di cui fu il primo presidente: carica che ricoprì per trentadue anni.
Nel 1875 istituì la Stazione di entomologia agraria di Firenze, la prima in Europa e seconda solo a quella fondata a Washington, destinata a divenire una delle più importanti del mondo, che lui diresse sino alla morte nel 1902. 
Dal 1851 fu socio dell'Accademia dei Georgofili, di cui divenne vicepresidente dal 1884 fino alla morte. 
Per molti anni fu anche presidente della Società toscana d'orticoltura. 
Dal 1868 al 1879 fu consigliere comunale del comune di Firenze, segno di un forte impegno istituzionale, per cui si impegnò sul miglioramento delle scuole comunali e sulla cura e disposizione delle piante lungo il Viale dei Colli a Firenze.
Tra i vari riconoscimenti che ricevette si possono menzionare le nomine di Commendatore dell'Ordine della Corona d'Italia e Commendatore dell'Ordine di Ss. Maurizio e Lazzaro.

## Archivio e biblioteca
Il corposo fondo archivistico è conservato presso la sede del Polo Scientifico della Biblioteca di scienze dell'Università di Firenze (dove è confluita la biblioteca di Biologia animale dalla storica sede presso La Specola in via Romana). All'archivio si affianca una cospicua raccolta libraria di circa 600 volumi e un'ampia miscellanea. 
Archivio e biblioteca, conservati per anni nella casa della famiglia situata in via Ghibellina 85/a a Firenze, costituiscono un fondo molto ricco di documentazione, che tra la fine dell'Ottocento e l'inizio del Novecento ha perso la sua unitarietà ed è stato disperso in diverse istituzioni e biblioteche fiorentine: parte della documentazione è conservata infatti presso la sezione di Zoologia del Museo di Storia Naturale dell'Università di Firenze e presso la Biblioteca Nazionale centrale di Firenze, sempre per volere della famiglia e degli eredi. 
Presso ulteriori istituzioni sono conservate inoltre serie o fascicoli relativi all'attività di Adolfo Targioni Tozzetti: l'Archivio storico dell'Università di Firenze, che testimonia i quattro decenni di attività scientifica e didattica di Adolfo; il Museo Galileo di Firenze, in quanto conserva l'Archivio del Reale Museo di Fisica e Storia Naturale (1780-1879), poi Museo di Storia Naturale dell'Università degli Studi di Firenze, in cui si trova la documentazione relativa alle attività delle diverse sezioni; l'Archivio storico dell'Accademia dei Georgofili, di cui Adolfo fu socio e vicepresidente.

## Opere
Opere selezionate:
- Bibliographia botanica Targioniana, Florentiae : tip. dell'Associazione, 1874.
- Notizie della vita e delle opere di Pier' Antonio Micheli botanico fiorentino di Giovanni Targioni Tozzetti ; pubblicate per cura di Adolfo Targioni Tozzetti, Firenze : Le Monnier, 1858.
- Catalogo metodico degli animali riportati dalle escursioni nelle provincie meridionali, in Sicilia e in Sardegna negli anni 1868-1869, Firenze : tip. N. Martini.
- Rapporto generale della Commissione della R. Accademia dei Georgofili incaricata dello studio della malattia delle uve, Firenze 1856;
- Notizie della vita di Pier Antonio Micheli, Firenze 1858;
- La pesca in Italia, I-II, 5 tt., Genova 1871-1874.
- Studi sulle cocciniglie in Memorie della Società Italiana di Scienze Naturali, f. 3, v.3 (1867), pp. 1-87
- Studi sulle cocciniglie in Atti della Società Italiana di Scienze Naturali, v. 11(1868), pp. 721-738)
- Della malattia del pidocchio (Phylloxera vastratix planch) nella vite: secondo gli studi fatti in Europa e in America e discussi al congresso internazionale dei viticultori convocato a Montpellier nell’ottobre 1874, Roma 1875.
- Convention internationale pour le mesures a prendre contre le phylloxera vastatrix, Berna 1878
- Zoologia del viaggio intorno al globo della R. pirocorvetta Magenta durante gli anni 1865-68: Crostacei brachiuri e anomouri, Firenze 1877.
- La fillossera e le malattie delle viti in Italia dal 1879 al 1883: secondo la relazione della R. Stazione di entomologia agraria di Firenze per gli anni stessi, Firenze 1883.